# Minimapa

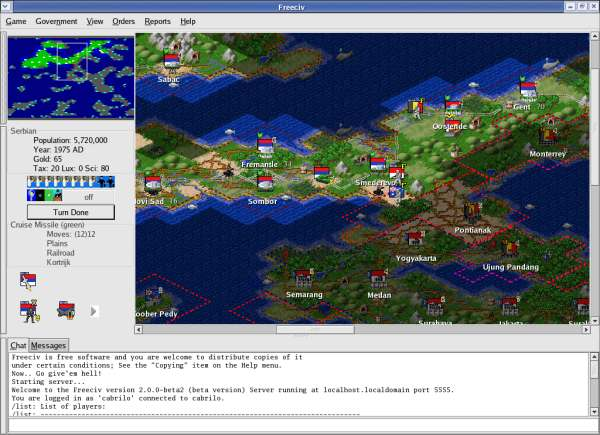
Minimapa em um jogo eletrônico.

Um minimapa ou mini-mapa é uma miniatura de mapa que é muitas vezes colocada em um canto da tela em jogos eletrônicos para ajudar os jogadores a se orientar no mundo do jogo. Eles geralmente são apenas uma pequena parte da tela e, portanto, devem ser seletivos em relação aos detalhes que exibem. Os elementos geralmente incluídos nos minimapas variam de acordo com o gênero do videogame. No entanto, os recursos geralmente incluídos são a posição do personagem do jogador, unidades ou estruturas aliadas, inimigos, objetivos e terreno circundante.
Os minimapas se tornaram muito comuns na jogos eletrônicos de estratégia em tempo real e em MMORPG, porque servem como uma indicação de onde a tela atual se encontra dentro do escopo do mundo dos jogos. A maioria dos jogos de tiro em primeira pessoa também possui alguma versão ou variante de minimapa, com a exceção de Call of Duty: Modern Warfare, geralmente mostrando locais de inimigos e companheiros de equipe em tempo real.

## Recursos
Muitos minimapas fazem uso de recursos semelhantes. Recursos comuns são:

### Névoa da guerra
Em muitos jogos que usam um minimapa, o minimapa começa completamente em branco, enquanto o mapa é desenhado automaticamente à medida que o jogador descobre novas áreas do mundo do jogo. Depois que os jogadores descobrem novas áreas, o terreno da área descoberta geralmente permanece visível no minimapa. Se os personagens ou unidades do jogador deixarem de ver a área, a área poderá estar coberta por uma névoa de guerra, para que os movimentos de unidade ou estrutura nessa área não sejam mostrados. Coisas dispostas em um trecho da neblina da guerra de um minimapa podem não ser atualizadas até serem redescobertas.

### Camadas
Semelhante às camadas personalizadas no Google Earth, alguns jogos multijogador orientados para equipes, como o Age of Empires II ou o Empire Earth, permitem que os jogadores desenhem linhas temporárias, sinais ou marcações no minimapa para que outros possam ver. Isso permite uma comunicação rápida em grandes distâncias nos jogos.[carece de fontes?]

### Rotação e zoom
Em alguns videogames 3D, o minimapa gira quando o personagem do jogador ou a câmera do jogo observa direções diferentes, para manter a parte superior do mapa sempre correspondendo à frente do ponto de vista da câmera. Isso é comum em jogos da série Grand Theft Auto e em muitos jogos de corrida que mostram a pista em um minimapa. Em outros jogos, como muitos da série The Legend of Zelda, o mapa não gira, mas apresenta uma seta que se move e gira para mostrar a posição do personagem do jogador e a direção em que ele está voltado. Em alguns jogos, os minimapas que mostram apenas a área circundante próxima costumam ter ícones na borda para mostrar a direção dos locais ou personagens que estão fora da área mostrada no mapa. Alguns jogos também possuem um recurso em que o minimapa diminui o zoom quando o personagem do jogador está viajando em alta velocidade e aumenta o zoom quando diminui a velocidade.

## Automap

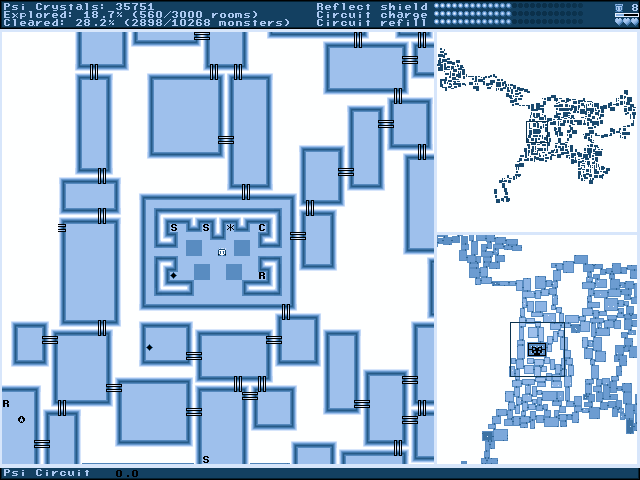
O recurso automap no Meritous

Um Automap (em tradução livre, mapeamento automático) é semelhante a um minimapa, mas remonta à origem dos primeiros RPGs. Nos primeiros dungeon crawlers, era esperado que jogadores desenhassem mapas à mão a medida em que jogassem o jogo para que eles pudessem resolver labirintos complexos e explorar grandes masmorras. Caixas de jogos como as de Wizardry do início dos anos 80 incluíam papel milimetrado para esse fim.
Jogos com automap simulam a criação de um mapa, geralmente mostrando uma visão abstrata de cima para baixo de áreas próximas do mundo do jogo que são atualizadas automaticamente à medida que o personagem do jogador ganha conhecimento do ambiente. Os automaps geralmente exibem portas, tipos de terreno e locais ou itens importantes. Ao discutir o papel de The Tale III do Bard  como um dos primeiros CRPGs com mapeamento automático, Computer Gaming World, em 1994, se perguntou 'Como é que nós jogávamos sem isso?'.
Os primeiros automaps eram normalmente encontrados em jogos de RPG eram em telas de pausa que paravam o jogo quando abertas. Os primeiros exemplos de jogos eletrônicos que implementaram um automap em tempo real incluem Rally-X da Namco em 1980, Horizon V  da Gebelli Software em 1982, e WiBArm da Arsys Software em 1986. Quando o recurso se popularizou em jogos orientados para a ação, como Doom e Diablo, o recurso automap nesses jogos não pausava o jogo e permitia ao jogador continuar o jogo enquanto o mapa estava na tela.
Os MUDs que eram mundos populares virtuais multijogador em meados dos anos 90 raramente forneciam um automap. Isso resultou em clientes MUD adicionando automação como um recurso, principalmente o zMUD em setembro de 1996.

## Minimapa de código em editores de texto e IDEs

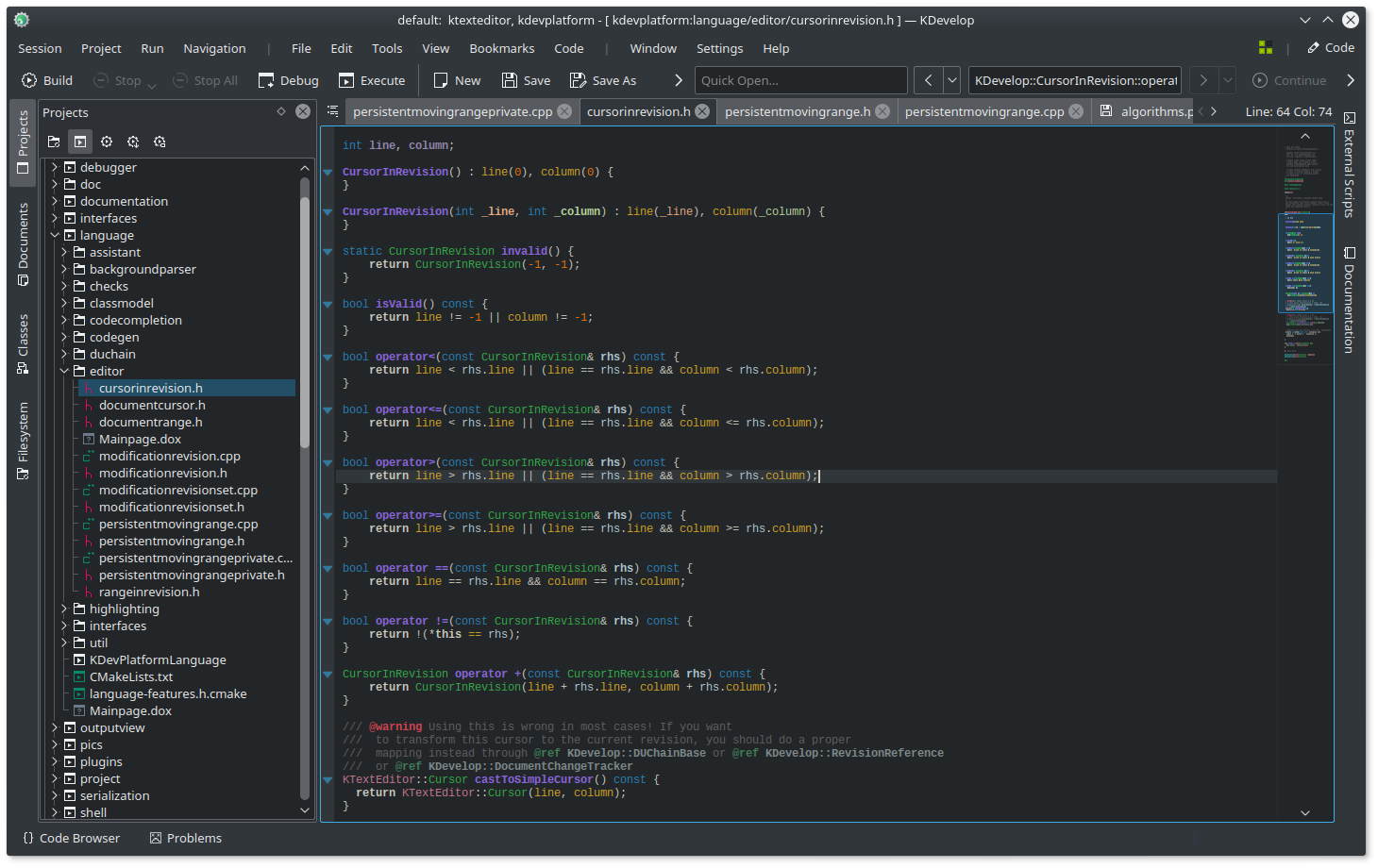
O IDE KDevelop mostrando um minimapa de código no canto direito da tela

Um minimapa de código em um editor de texto ou ambiente de desenvolvimento integrado (IDE) é uma visão geral reduzida de todo o arquivo em seu próprio painel de exibição, geralmente próximo ao painel principal do editor. A parte do arquivo visível no painel principal do editor é destacada e clicar ou arrastar nessa exibição rola o editor pelo arquivo.